# Plocha

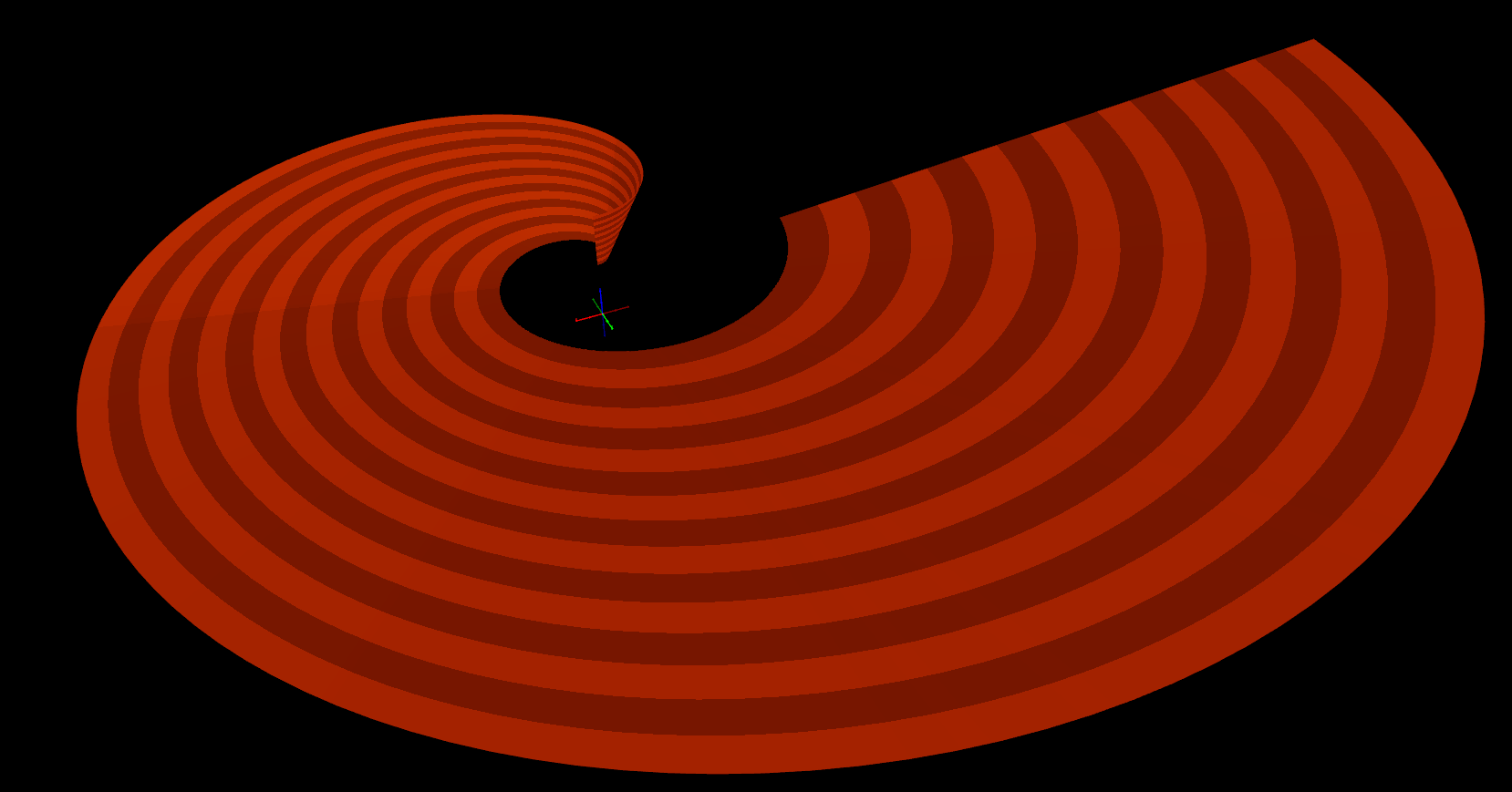

Plocha označuje v matematice a fyzice dvojrozměrný geometrický útvar. Příkladem ploch jsou rovina, kulová plocha, povrch válce nebo kuželová plocha. Přesné matematické definice se v různých kontextech a v různých teoriích liší.
Výraz plocha se někdy nesprávně používá nejen pro označení geometrického útvaru, ale také pro označení obsahu geometrického tělesa.

## Plochy v euklidovském prostoru
V dalším předpokládejme, že plocha je podmnožina třírozměrného euklidovského prostoru. Můžeme ji definovat jako množinu všech bodů, jejichž souřadnice vyhovují rovnici
{\displaystyle F(x,y,z)=0},
kde {\displaystyle F} je funkce, která má v každém bodě spojitou parciální derivaci alespoň prvního řádu a na žádné otevřené množině není identicky rovna nule.
Body plochy, v nichž je alespoň jedna z těchto parciálních derivací nenulová, se nazývají regulární body plochy, zatímco body, v nichž jsou všechny parciální derivace prvního řádu nulové označujeme jako singulární body. Příkladem singulárního bodu je např. vrchol kužele.
Singulární bod, v němž funkce {\displaystyle F} má alespoň jednu nenulovou parciální derivaci druhého řádu, se nazývá kónický bod plochy.
Plocha určená svojí normálou se označuje jako orientovaná plocha.
Rovnici plochy lze vyjádřit v různých tvarech.

### Implicitní rovnice plochy
Implicitní rovnice plochy má tvar
{\displaystyle F(x,y,z)=0}

### Parametrické rovnice
Uvažujme plochu, jejíž souřadnice jsou vyjádřeny soustavou rovnic
{\displaystyle x=x(u,v)}
{\displaystyle y=y(u,v)}
{\displaystyle z=z(u,v)}
Tato soustava rovnic představuje parametrické vyjádření plochy, přičemž {\displaystyle u,v} jsou parametry plochy. Každou dvojici {\displaystyle u,v} z určitého oboru {\displaystyle \Omega } nazýváme bodem plochy. Předpokládáme přitom, že tyto rovnice jsou na {\displaystyle \Omega } spojité a mají spojité nebo po částech spojité parciální derivace prvního řádu podle {\displaystyle u} a {\displaystyle v}.

### Explicitní rovnice plochy
Pokud lze předchozí rovnice plochy převést na tvar
{\displaystyle z=f(x,y)},
pak hovoříme o explicitní rovnici plochy.

## Základní rovnice plochy
Vztahy mezi normálou plochy {\displaystyle \mathbf {n} }, rádiusvektorem {\displaystyle \mathbf {r} } a jejich derivacemi určují tzv. základní rovnice plochy. Tyto rovnice lze pro plochu určenou {\displaystyle \mathbf {r} =\mathbf {r} (u,v)} uvést v různých tvarech.

### Weingartenovy rovnice plochy
Weingartenovy rovnice plochy určují vztahy mezi derivacemi vektorů {\displaystyle \mathbf {n} } a {\displaystyle \mathbf {r} }.
{\displaystyle {\frac {\partial \mathbf {n} }{\partial u}}={\frac {FM-GL}{EG-F^{2}}}{\frac {\partial \mathbf {r} }{\partial u}}+{\frac {FL-EM}{EG-F^{2}}}{\frac {\partial \mathbf {r} }{\partial v}}}
{\displaystyle {\frac {\partial \mathbf {n} }{\partial v}}={\frac {FN-GM}{EG-F^{2}}}{\frac {\partial \mathbf {r} }{\partial u}}+{\frac {FM-EN}{EG-F^{2}}}{\frac {\partial \mathbf {r} }{\partial v}}}

{\displaystyle {\frac {\partial \mathbf {r} }{\partial u}}={\frac {MF-NE}{LN-M^{2}}}{\frac {\partial \mathbf {n} }{\partial u}}+{\frac {ME-LF}{LN-M^{2}}}{\frac {\partial \mathbf {n} }{\partial v}}}
{\displaystyle {\frac {\partial \mathbf {r} }{\partial v}}={\frac {MG-NF}{LN-M^{2}}}{\frac {\partial \mathbf {n} }{\partial u}}+{\frac {MF-LG}{LN-M^{2}}}{\frac {\partial \mathbf {n} }{\partial v}}}
kde {\displaystyle E,F,G} jsou základní veličiny plochy prvního řádu a {\displaystyle L,M,N} jsou základní veličiny plochy druhého řádu.

### Gaussovy rovnice plochy
Gaussovy rovnice plochy umožňují určit druhou derivaci polohového vektoru {\displaystyle \mathbf {r} }.
{\displaystyle {\frac {\partial ^{2}\mathbf {r} }{\partial u^{2}}}={\frac {G{\frac {\partial E}{\partial u}}-2F{\frac {\partial F}{\partial u}}+F{\frac {\partial E}{\partial v}}}{2(EG-F^{2})}}{\frac {\partial \mathbf {r} }{\partial u}}+{\frac {-F{\frac {\partial E}{\partial u}}+2E{\frac {\partial F}{\partial u}}-E{\frac {\partial E}{\partial v}}}{2(EG-F^{2})}}{\frac {\partial \mathbf {r} }{\partial v}}+L\mathbf {n} }
{\displaystyle {\frac {\partial ^{2}\mathbf {r} }{\partial u\partial v}}={\frac {G{\frac {\partial E}{\partial v}}-F{\frac {\partial G}{\partial u}}}{2(EG-F^{2})}}{\frac {\partial \mathbf {r} }{\partial u}}+{\frac {E{\frac {\partial G}{\partial u}}-F{\frac {\partial E}{\partial v}}}{2(EG-F^{2})}}{\frac {\partial \mathbf {r} }{\partial v}}+M\mathbf {n} }
{\displaystyle {\frac {\partial ^{2}\mathbf {r} }{\partial v^{2}}}={\frac {-F{\frac {\partial G}{\partial v}}+2G{\frac {\partial F}{\partial v}}-G{\frac {\partial G}{\partial u}}}{2(EG-F^{2})}}{\frac {\partial \mathbf {r} }{\partial u}}+{\frac {E{\frac {\partial G}{\partial v}}-2F{\frac {\partial F}{\partial v}}+F{\frac {\partial G}{\partial u}}}{2(EG-F^{2})}}{\frac {\partial \mathbf {r} }{\partial v}}+N\mathbf {n} }
kde {\displaystyle E,F,G} jsou základní veličiny plochy prvního řádu a {\displaystyle L,M,N} jsou základní veličiny plochy druhého řádu.

### Codazziho rovnice plochy
Codazziho (nebo také Mainardiho) rovnice plochy určují vztahy mezi základními veličinami plochy prvního řádu {\displaystyle E,F,G} a základními veličinami plochy druhého řádu {\displaystyle L,M,N}.
{\displaystyle (EG-2F^{2}+GE)\left({\frac {\partial L}{\partial v}}-{\frac {\partial M}{\partial u}}\right)-(EN-2FM+GL)\left({\frac {\partial E}{\partial v}}-{\frac {\partial F}{\partial u}}\right)+{\begin{vmatrix}E&{\frac {\partial E}{\partial u}}&L\\F&{\frac {\partial F}{\partial u}}&M\\G&{\frac {\partial G}{\partial u}}&N\end{vmatrix}}=0}
{\displaystyle (EG-2F^{2}+GE)\left({\frac {\partial M}{\partial v}}-{\frac {\partial N}{\partial u}}\right)-(EN-2FM+GL)\left({\frac {\partial F}{\partial v}}-{\frac {\partial G}{\partial u}}\right)+{\begin{vmatrix}E&{\frac {\partial E}{\partial v}}&L\\F&{\frac {\partial F}{\partial v}}&M\\G&{\frac {\partial G}{\partial v}}&N\end{vmatrix}}=0}

## Vlastnosti
- Zavedeme matici

{\displaystyle {\begin{pmatrix}{\frac {\partial x}{\partial u}}&{\frac {\partial y}{\partial u}}&{\frac {\partial z}{\partial u}}\\{\frac {\partial x}{\partial v}}&{\frac {\partial y}{\partial v}}&{\frac {\partial z}{\partial v}}\end{pmatrix}}}
Body plochy, v nichž má tato matice hodnost {\displaystyle h=2} jsou regulárními body. Je-li hodnost matice {\displaystyle h<2}, pak jde o singulární body.
- Máme-li plochu zadanou rovnicemi, které mají všude v {\displaystyle \Omega } nenulovou parciální derivaci prvního řádu a uvedená matice má v každém bodě hodnost {\displaystyle h=2}, pak plochu označujeme jako hladkou.